# 竹内愛紗
竹内 愛紗（たけうち あいさ、2001年（平成13年）10月31日 - ）は、日本の女優。福島県いわき市出身。元スウィートパワー所属。

## 来歴
「すごくかわいい中学生がいる」という噂を聞きつけたスウィートパワーのスタッフによりスカウトされる。社長も自ら現地へ赴くなど、2016年4月から10か月近くかけて本人や家族と交渉を重ね、デビューにこぎつける。2017年4月の高校入学と同時に上京。
2017年、芸能界入りとほぼ同時に事務所の先輩にあたる桐谷美玲が出演のY!mobileCMで共演しデビュー。デビュー3か月で『週刊ヤングジャンプ』表紙に起用される（6月29日発売号）。10月スタートの『明日の約束』（関西テレビ・フジテレビ）でテレビドラマ初出演を果たし、12月23日公開の『リベンジgirl』で映画初出演（桐谷美玲の主演作品で、桐谷の妹役）。
2019年、WEB配信ドラマである『高嶺と花』（フジテレビオンデマンド）で連続ドラマ初ヒロイン。
2021年5月31日付で所属事務所スウィートパワーを退所した。

## 人物
- 趣味：乗馬、音楽鑑賞[要出典]。
- 特技：トロンボーン（小中で全国大会出場・県選抜）[要出典]。
- 好きな食べ物：苺、オムライス、キャベツの千切り[要出典]。
- 尊敬する女優：高畑充希[1]。
- タイトスカートがお気に入り[7]。

## 出演
主演のものは太字で表示

### 映画
- リベンジgirl（2017年12月23日、ソニー・ピクチャーズ） - 宝石美咲 役[4][8]
- 犬猿（2018年2月10日公開、東京テアトル）[注 1][9]
- 十二人の死にたい子どもたち（2019年1月25日公開、ワーナー・ブラザース映画） - ユキ 役[10]

### テレビドラマ
- 明日の約束（2017年10月17日 - 12月19日、関西テレビ・フジテレビ） - 吉岡英美里 役[3]
- 俺のスカート、どこ行った?（2019年4月20日 - 6月22日、日本テレビ） - 今泉茜 役[11][12]
- 高嶺と花（2019年4月22日 - 6月18日、フジテレビ） - ヒロイン・野々村花 役[13][注 2]
- 絶対零度 〜未然犯罪潜入捜査〜 第2話（2020年1月13日、フジテレビ） - 時田明日香 役[14]
- シロでもクロでもない世界で、パンダは笑う。 第3話（2020年1月26日、日本テレビ系） -  北里亜香里 役[15]
- 未満警察 ミッドナイトランナー 第1話 - 第4話・第9話 - 最終話（2020年6月27日 - 7月18日・8月29日 - 9月5日、日本テレビ） - 野原さやか 役[16]
- シックスティーン症候群（2020年7月28日 - 9月15日、フジテレビ） - 主演・東息吹 役[17][注 2]

### ウェブドラマ
- 高嶺と花（2019年3月18日 - 5月6日、FOD） - ヒロイン・野々村花 役[18][19]
- アスタリスクの花（2019年7月30日 - 8月30日、全9話、Nom de plume） - 主演・岸本結衣 役[20]
- シックスティーン症候群（2020年6月19日 - 8月7日、全8話、FOD） - 主演・東 息吹 役[21]

### テレビバラエティ
- ノンストップ!（フジテレビ、2020年9月8日） - トークコーナーゲスト（テレビ生放送初出演）

### ウェブテレビ
- スウィートパワーガールズ写真集発売記念女子会！〜松風理咲・竹内愛紗・長見玲亜〜（2019年7月27日、AbemaTV）[22][23]

### CM
- ソフトバンク「Y!mobile」（2017年3月3日 - 2021年）
  - 「マーチングバンド」篇[24]
- 内閣府 政府広報「平成30年度 大学・専門学校奨学金募集告知」（2018年2月1日 - 28日）
- ジェイアイ傷害火災保険「t@biho」（2018年4月 - 2021年）
- 大東銀行（2018年6月 - 2021年）
- いつ和（2018年10月 - 2021年）
- リクルート「スタディサプリ」（2020年3月1日 - 2021年）[25]

## 書籍

### グラビア
- 週刊ヤングジャンプ 31号（2017年6月29日発売号、集英社） - 表紙&巻頭グラビア[26]

### 写真集
- 愛紗（2019年7月26日、東京ニュース通信社、撮影：宮坂浩見）ISBN 978-4863369511

### カレンダー
- 竹内愛紗カレンダー 2018.04 - 2019.03（2018年2月16日、東京ニュース通信社）[27]